# Kemostat

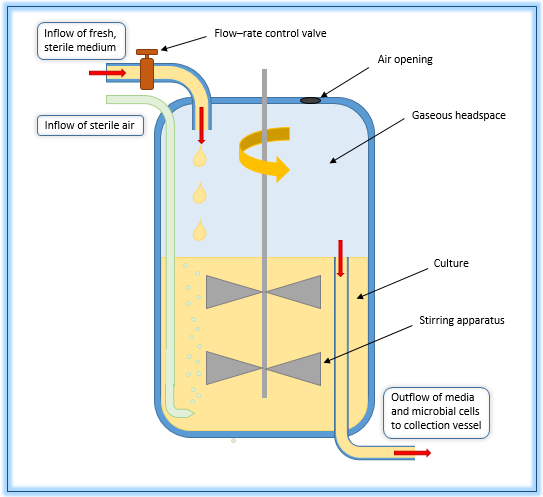
Ett inneslutet kemostatkärl med kontinuerligt justerbart inflöde av medium samt utflöde av avloppsvätska.

En kemostat (från att den kemiska miljön är statisk) är en bioreaktor till vilken man kontinuerligt tillför färskt medium, medan (mikroorganism-)kulturvätska kontinuerligt tas bort, så att kulturvolymen hålls konstant (man kompenserar alltså för mikroorganismernas förökning). Genom att ändra flödeshastigheten för inflödet av nytt medium till bioreaktorn, så kan man enkelt kontrollera mikroorganismernas tillväxthastighet.